# Henrik Hansen (calciatore)
Henrik Hallenberg Hansen (28 luglio 1979) è un allenatore di calcio ed ex calciatore danese, di ruolo centrocampista, tecnico del SønderjyskE.

## Carriera

### Allenatore
Dopo aver concluso la carriera agonistica nel 2015, inizia subito a lavorare come allenatore nel settore giovanile del SønderjyskE, diventando il vice di Claus Nørgaard alla guida della prima squadra due anni dopo. Nell'estate del 2018 passa all'Odense, con cui firma un triennale, sempre come vice allenatore; dopo aver prolungato il proprio contratto fino al 2024 e aver conseguito nel frattempo la licenza UEFA Pro, il 16 dicembre 2021 diventa il nuovo tecnico del SønderjyskE, facendo così ritorno nel club di Haderslev, con cui si lega con un triennale.